# A Story of Healing
A Story of Healing – amerykański krótkometrażowy film dokumentalny z 1997 roku w reżyserii Donny Dewey.

## Nagrody
| Nazwa nagrody | Wygrane                                                                           | Nominacje    |
| ------------- | --------------------------------------------------------------------------------- | ------------ |
| Oscar         | 1998 Najlepszy krótkometrażowy film dokumentalny Carol Pasternak oraz Donna Dewey | 1998 wygrana |